# Gloria dei Re
Il Kebra Nagast, ovvero la Gloria dei Re (Kebra Nagast,  Chebra Neghèst o Chebra Nagast), è un antico testo etiope di grande importanza storica, religiosa e archeologica. Il nucleo del testo viene fatto risalire a un periodo compreso fra il IV e il VI secolo d.C., ma la ricompilazione definitiva è del XIV secolo. È uno dei testi sacri del rastafarianesimo.

## Contenuto
Il testo, che attinge all'Antico Testamento, ai Vangeli cristiani e al Corano, narra del leggendario trasferimento dell'Arca dell'Alleanza da Gerusalemme al Regno di Saba (Eritrea, Yemen, Etiopia). Secondo la leggenda, l'Arca passò da re Salomone di Israele nelle mani di Bayna-Lehkem, figlio di Salomone e della regina di Saba Machedà. Bayna-Lehkem fu in seguito incoronato re di Etiopia col nome di Menelik I. Il trasferimento dell'Arca viene quindi letto simbolicamente come un passaggio della discendenza biblica di Israele in Etiopia, e quindi attribuisce elementi divini alla dinastia tradizionale etiope, che governò sul paese ininterrottamente fino all'ascesa di Hailé Selassié (1930), fatta eccezione per il periodo tra il 950 e il 1270, quando fu retto da una dinastia di religione pagana o ebraica, gli Zaguè.

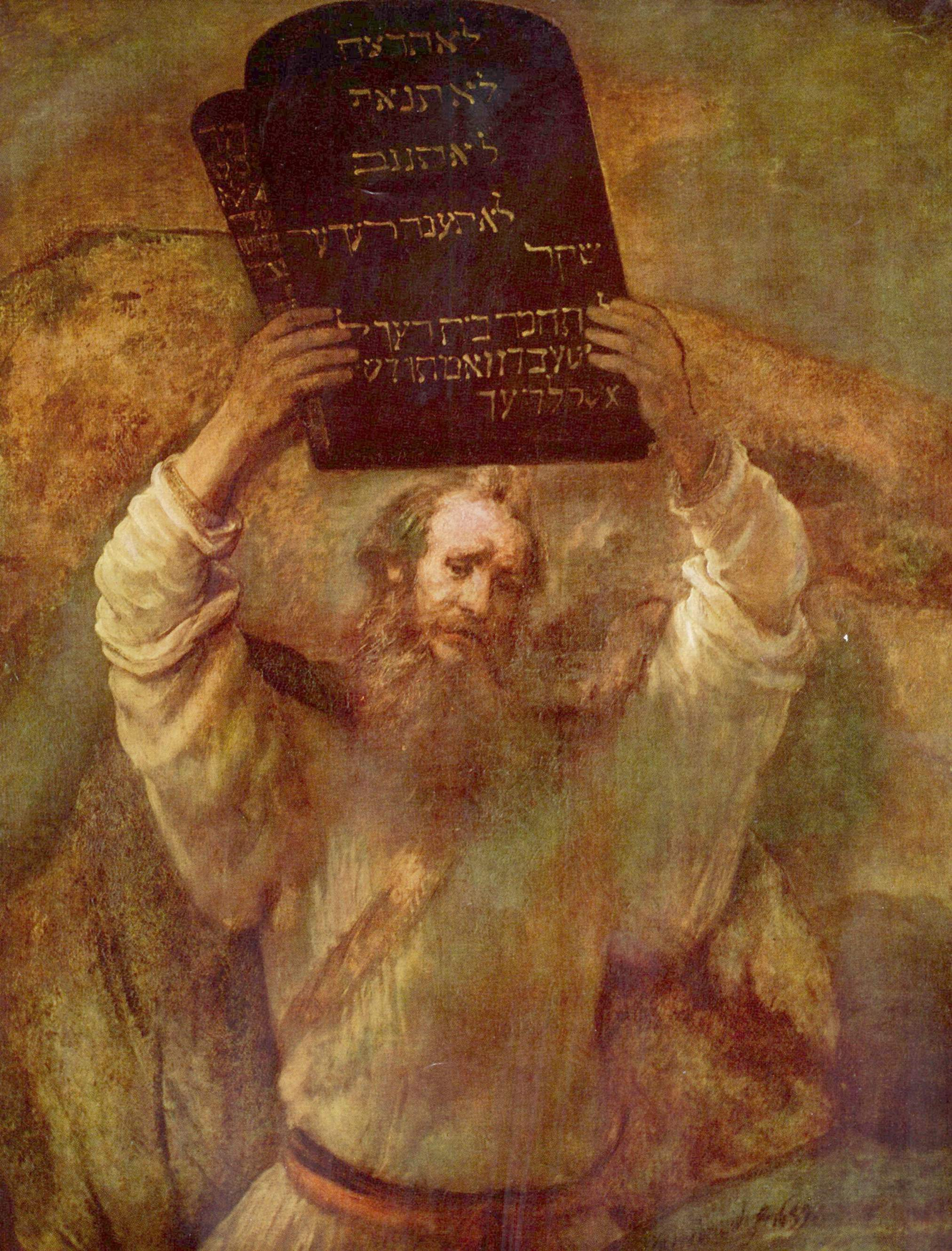
Mosè col Decalogo, dipinto da Rembrandt.

## Storia del testo
Il Kebra Nagast ebbe origine a partire da una serie di testi di origine ebraica trascritti nei primi secoli dell'era cristiana. La principale fonte su cui è basato questo primo nucleo è l'Antico Testamento, ma elementi furono tratti anche da testi rabbinici, leggende etiopi, egiziane e copte. Successivamente furono introdotte influenze coraniche e di altri elementi della tradizione araba (principalmente palestinese e siriana, per esempio Il libro dell'ape), nonché di testi cristiani apocrifi come Il libro di Adamo ed Eva, il Libro dei Giubilei, Le istruzioni di San Pietro al suo discepolo Clemente, La vita di Anna madre della vergine Maria, Il libro della perla, L'ascesa di Isaia e altri.
Questa collezione di trascrizioni e riscritture originariamente disomogenea iniziò a prendere la forma di un testo unitario nella prima redazione in ge'ez antico della Gloria dei Re, datata intorno al VI secolo e attribuita generalmente a un sacerdote copto, a cui si dovrebbe anche la scelta del titolo.
Da questa cronologia si può agevolmente comprendere come il testo della Gloria dei Re abbia potuto fornire elementi narrativi per il Corano, che è stato compilato e ordinato in epoca successiva sotto la guida del Califfo ibn Affan, nei passaggi che concernono la storia della Regina di Saba, e il favoloso trasporto del suo trono (Corano, sura XXVII).
Il testo venne tradotto e trascritto in altre lingue fin dall'antichità, innanzitutto in arabo e amarico (fra il VI e il XII secolo). Le prime edizioni in lingue europee (inglese, spagnolo, francese, portoghese e tedesco) iniziarono ad apparire dal XVI secolo.
Una delle traduzioni moderne considerate più autorevoli da un punto di vista filologico è quella in inglese del 1922, curata da E. A. Wallis Budge, professore di storia ebraica all'Università di Cambridge e direttore del Dipartimento di Antichità Egizie e Assire del British Museum. Questa traduzione fu in seguito adottata in Giamaica diventando testo sacro del Rastafarianesimo. Già prima della traduzione di Budge, comunque, i racconti del Gloria dei Re erano giunti in Giamaica attraverso la predicazione dei sacerdoti della chiesa ortodossa etiope.

## Temi del libro

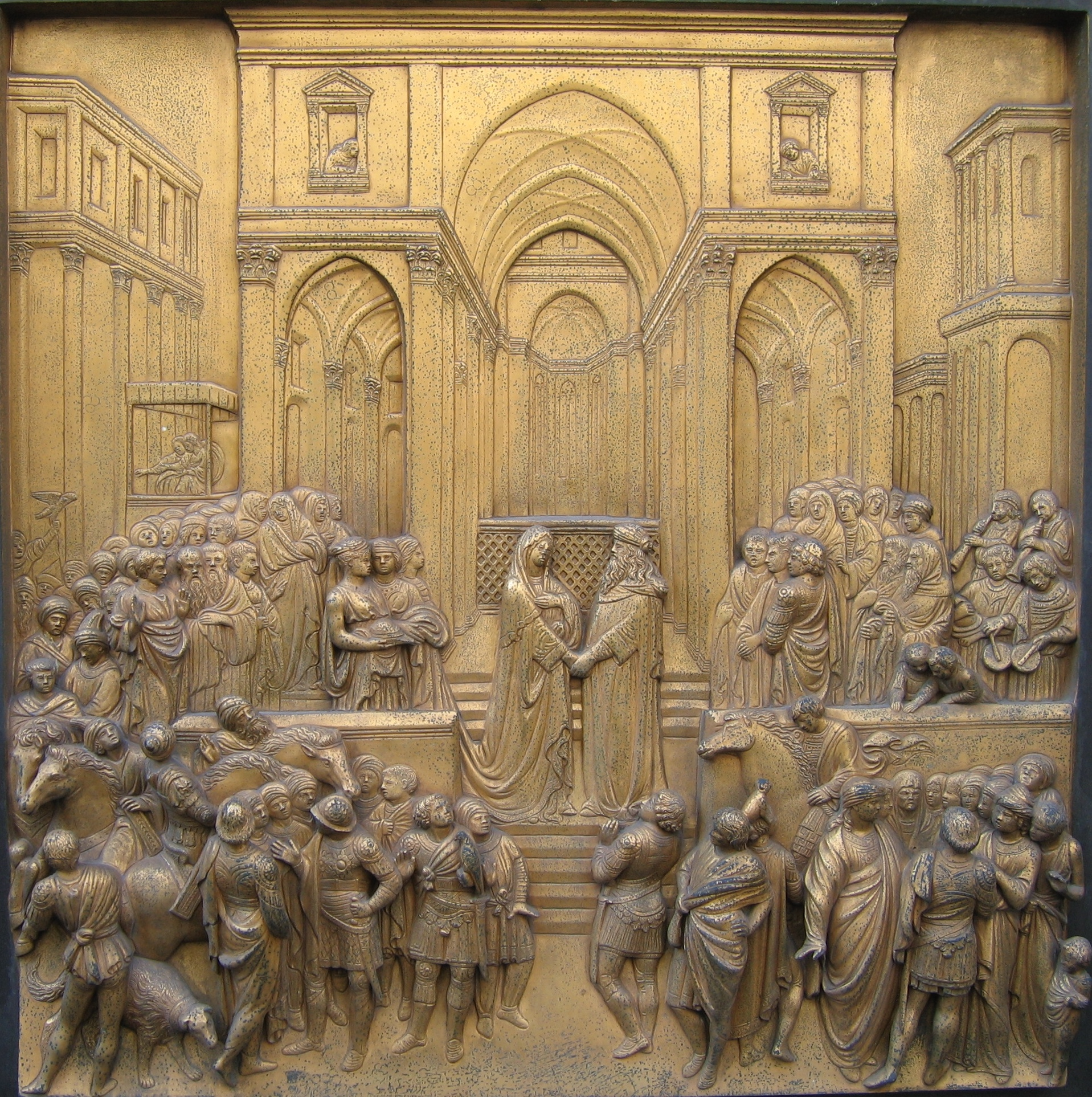
Rilievo rinascimentale raffigurante la Regina di Saba che incontra Re Salomone - portale del Battistero di Firenze.

La prima parte del Kebra Nagast (capitoli da uno a trenta) riporta storie del tutto simili a quelle Bibliche: da Adamo, ed i suoi figli Abele, Caino, e Set; a Noè, che in un dialogo mistico riceve dal Creatore futura protezione; ad Abramo, che mandato adolescente a vendere idoli pagani invece li distrugge, e la sua unione con Dio immediatamente si palesa nell'arcobaleno per lui, e per la sua discendenza nell'Arca dell'Alleanza, costruita secondo i dettami comunicati dall'Onnipotente a Mosè sul monte Sinai, detta perciò "Zion". Ma senza dubbio per i credenti Rastafariani la vicenda chiave del libro è rappresentata dall'incontro tra il sovrano di Israele Salomone, e Makeda, la Regina del Sud (ovvero di Sheba – o Saba -, nome dell'Etiopia antica), che “innamorata della sua saggezza” affronta il lungo viaggio fino a Gerusalemme per conoscerlo ed apprenderne le virtù.

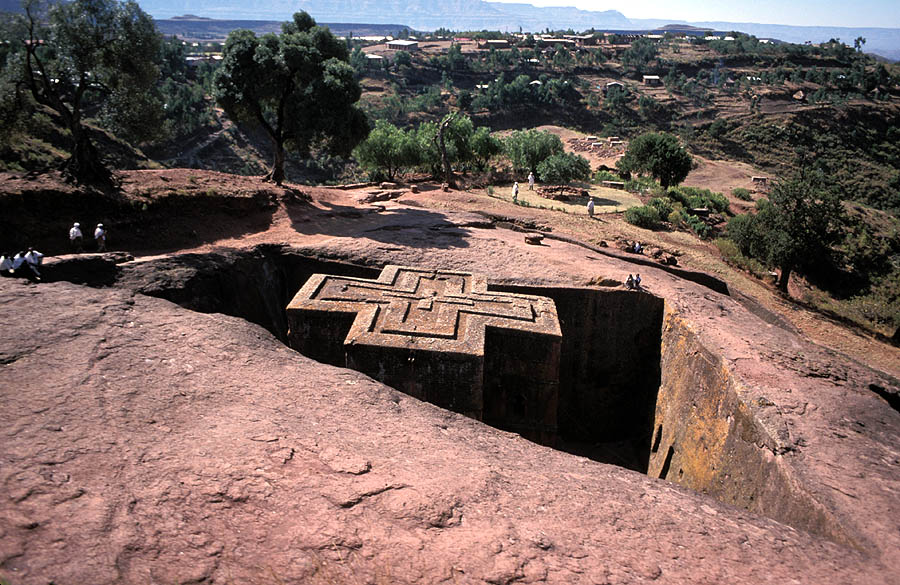
La Chiesa di S. Giorgio a Lalibela, Etiopia.

L'incontro tra i due sovrani è descritto anche nella Bibbia (1 Re 10: Visita della Regina di Saba; 2 Cronache 9: Gloria di Salomone), con la differenza che ivi non si accenna né al loro rapporto, né al loro figlio Bayna-Lehkem. Nella narrazione della Gloria dei Re invece, il loro profondo ed appassionante dialogo è importante per varie ragioni: anzitutto la Regina Makeda decide da allora che non adorerà più il Sole come i suoi avi, bensì il suo Creatore, Dio di Israele, come Salomone, e questo rappresenta il passaggio da un culto arcaico ad un moderno monoteismo. Inoltre i due, grazie a un giocoso espediente escogitato dal Re, trascorrono la notte insieme, ed al mattino seguente Salomone ha una visione premonitrice; prima che Machedà parta per tornare al suo regno, il Re le regala un anello speciale da donare all'eventuale frutto del loro amore: dalla loro unione infatti nascerà un bambino, Bayna-Lehkem (detto Ebna la-Hakim, "Figlio del Saggio"), in seguito Imperatore col titolo di Menyelek I (o Menelik), origine della stirpe dei sovrani d'Etiopia. Questi, raggiunti i ventidue anni, parte alla ricerca del padre assieme al prezioso anello, per chiedergli un pezzo del drappo copertura di Zion, l'Arca dell'Alleanza, affinché anche il suo popolo possa venerarla: Salomone lo accoglie con tutti gli onori e insiste molto perché resti a regnare con lui, ma vedendolo deciso a tornare nella terra materna, preme per farlo almeno accompagnare da alcuni primogeniti israeliti che lo possano aiutare e consigliare nel futuro governo. Però i giovani unendo forze ed ingegni, costruiscono una copia in legno dell'Arca, e trafugano l'originale verso l'Etiopia, percorrendo, guidati e protetti dall'Arcangelo Michele, in un solo giorno, anziché trenta, il cammino fino al Nilo: Salomone, adirato ma sempre lucido, capisce subito come questo sia potuto accadere, quasi consapevole che da quel momento assieme a Zion, avrebbe perso anche la benedizione divina.

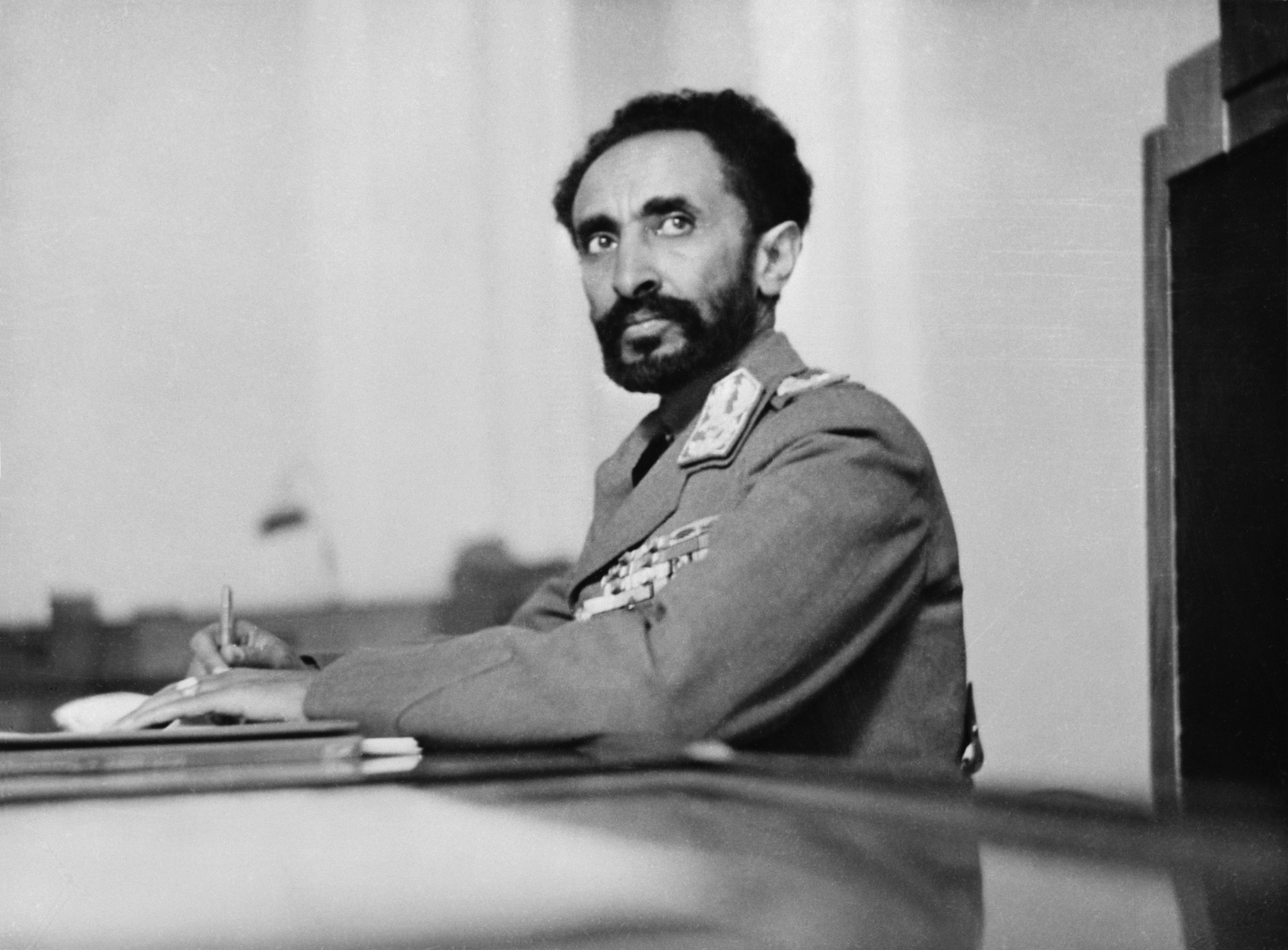
Il re dei re Haile Selassie I, Imperatore d'Etiopia, Leone di Judah.

Questo passaggio è fondamentale nel far considerare ai Rastafariani la Gloria dei Re come loro libro sacro, poiché spiega il nesso tra il regno di Israele e quello di Etiopia, rappresentato da Menelik e dalla sua discendenza. Questa linea conduce direttamente fino a ras Tafarì Maconnèn, duecentoventicinquesimo Imperatore della dinastia Salomonica con il nome di Haile Selassie I, e non solo è alla base delle radici prettamente bibliche della cultura Rastafari, ma propone inoltre la teoria sullo spostamento in Etiopia dell'Arca dell'Alleanza, esattamente ad Aksum (il che implica anche la considerazione dell'Etiopia come nuova terra eletta da Dio, al posto di Israele, e degli africani come popolo eletto). Alcune correnti del Rastafarianesimo su questa base indicano in Haile Selassie I una nuova manifestazione del figlio di Dio, non più come Agnello, ma come Leone, simbolo della tribù israelita di Giuda, rapportandosi al testo dell'Apocalisse di Giovanni.

Il Leone di Giuda, simbolo cristico Etiope.

Vi è poi un'altra sezione particolarmente significativa per i fedeli Rastafariani, nella quale è raccontato di come un angelo annunci alla madre del neonato Sansone, che il figlio avrebbe un giorno liberato Israele dai Filistei, e la inviti a farlo crescere illibato, ovvero il più possibile vicino a Dio (il concetto della purezza è estremamente importante nella cultura olistica Rastafariana). Il Creatore è dunque generoso con Sansone per la sua integrità, e gli dona assieme alla limpidezza d'animo, anche una forza spropositata, ma solo fino al momento in cui egli disobbedisce al Suo comando sposando Dàlila, figlia di un avversario Filisteo. Dio, per punirlo, lo fa allora catturare proprio dai suoi stessi nemici, che lo accecano e gli tagliano i lunghi capelli intrecciati, rendendolo buffone di corte. Sansone, con le sue ultime forze fa crollare tutto il palazzo dove era prigioniero, uccidendo i suoi nemici e se stesso.
Gli ultimi capitoli del libro sono infine dedicati alla figura di Gesù Cristo, reso emblema della lotta all'empietà di Roma, simbolica erede del corrotto regno di Babilonia, città che cerca scelleratamente di assassinare il figlio di Dio. La crocifissione rappresenta per i credenti Rastafariani la condizione sociale presente, che vede gli uomini probi schiacciati adesso da mani depravate, ma presto destinati alla resurrezione, ritorno alla terra d'origine, ricongiunzione col Dio Padre, Jah –da Jeovah o Jahve'- Rastafari.

## Un testo sacro tenuto segreto
Il libro Kebra Nagast, ovvero la Gloria dei Re tesse dunque il filo della discendenza biblica da Adamo (a Seth, a Noè, ad Abramo, a Mosè…), fino a Davide, ed a suo figlio Salomone, Re di Israele, e poi al figlio che questi ebbe con la Regina Machedà, Bayna-Lehkem, Re d'Etiopia, per arrivare all'ultimo Imperatore d'Etiopia, ras Tafarì Maconnén, il duecentoventicinquesimo della Dinastia Salomonica, incoronato "negus neghesti" nel 1930 con l'epiteto di Haile Selassie I (letteralmente, “Potere della Santa Trinità”), Leone conquistatore della tribù di Giuda (quest'ultimo -Giuda- figlio di Giacobbe e Lia, dalla cui stirpe discende la famiglia di Davide, padre di Salomone), e dimostra dunque come questi stessi siano i Re, e come la loro Gloria sia proprio questa regale discendenza diretta, tramandata per migliaia di anni, e rappresentata dalla celestiale Zion, l'Arca contenente la Legge di Dio.

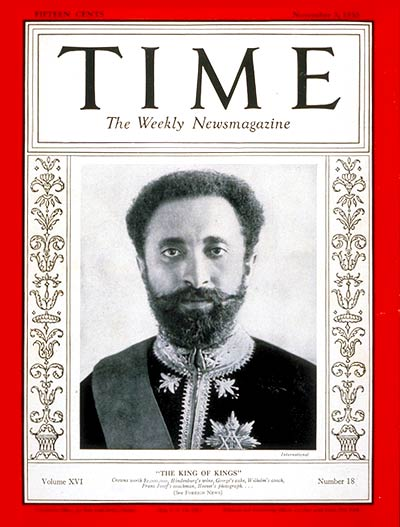
Copertina del Time, 3 novembre 1930, anno dell'Incoronazione del Re dei re.

Le ragioni per cui questo testo non era ancora apparso in italiano, sono probabilmente due, anzi in realtà una sola, ma a più riprese: l'“intempestività”. Infatti, l'interesse in vari paesi d'Europa per la stampa della “Gloria dei Re” appare in due ondate. Una prima a partire dal 1520-30 circa, fino alla fine del XVI secolo, periodo per l'Europa di viaggi e scoperte, di profondo interesse per culture distinte e lontane, in cui tale libro viene edito, seppur non integralmente, in vari paesi e lingue diverse, ma non in Italia; infatti questo è anche il periodo del Concilio di Trento (1545-63), del Sant'Uffizio (1542), dell'Indice (1571), della riorganizzazione della curia romana (1588), insomma della Controriforma: tutti fattori non certo favorevoli alla pubblicazione in italiano di un testo che afferma la discendenza biblica di Re africani ed in pratica sostiene l'Etiopia (Abissinia) come terra eletta da Dio, successivamente a Israele. In modo analogo, esattamente quattro secoli più tardi, quando la spinta del colonialismo stimola nuovamente la curiosità d'Europa verso i tesori nascosti di antichi imperi, particolarmente d'Africa (si pensi allo sviluppo dell'archeologia, in particolare Egittologia), ed il “Kebra Nagast” viene pubblicato di nuovo, stavolta quasi integralmente, in lingue e paesi più moderni (questa, la seconda ondata di interesse: 1922-1932 ca.), tale testo non può certo essere edito nell'Italia fascista di Mussolini (proprio del '22 è la marcia su Roma), impegnatissima in quegli stessi anni nella conquista dell'Etiopia (1935-36, Campagna d'Abissinia), cui Imperatore era non altri se non il duecentoventicinquesimo discendente della Dinastia Salomonica, Haile Selassie I.

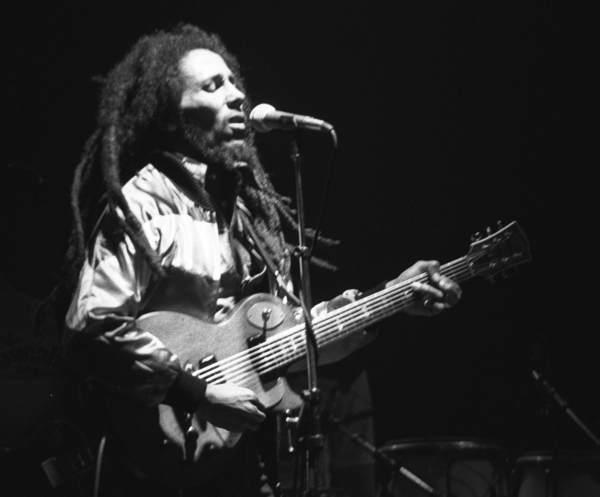
Bob Marley, famoso cantante Rastafariano, in concerto a Zurigo nel 1980.

Appare quindi chiaro come, né in tempi di Controriforma, né sotto il Fascismo, fosse possibile stampare in Italia un libro come la “Gloria dei Re”, che sostiene l'affinità nonché continuità tra Ebrei, Cristiani, Musulmani, fino ai Re d'Etiopia, ed in particolare il fatto che siano tutti un solo popolo, guidato da un solo Dio. Le medesime contingenze storiche spiegano anche il perché esista invece tradotto in varie altre lingue: agli inizi del XVI sec. vari paesi Europei si avventurano alla colonizzazione dell'Africa (il Portogallo invia aiuti all'Etiopia per respingere "el Gragn", "il Mancino" e la sua offensiva arabo-musulmana, 1541-42), scontrandosi con le sue culture. Successivamente, nel 1923 l'Etiopia di Ras Tafari è addirittura ammessa alla Società delle Nazioni (l'Italia, sconfitta ad Adua ventisette anni prima, ad opera di suo padre ras Maconnèn, vota a favore…), e nel 1930 l'incoronazione di Hailé Selassié avviene al cospetto di vari re e governanti Europei (tra cui la corona d'Inghilterra, strettamente legata con l'Etiopia), entrambi indici dell'interesse di buona parte della cultura europea verso questo antico Impero, dalla lunga tradizione e dalla sviluppata e profonda letteratura storico-religiosa.
Si tenga anche conto del lato di relativo realismo e verosimiglianza del Kebra Nagast (seppur considerandolo come testo religioso), che più che narrare una leggenda fantastica, cerca di riportare fedelmente una realtà dei fatti per lungo tempo occultata, e di ricostruirne lo svolgimento esatto, affidandosi alla fede non più che alla razionalità. Per la stessa ragione, è interessante anche notare come il procedere del libro e della storia dei protagonisti, i discendenti di Adamo, sia collegato alla spiegazione del fatto che, per un certo tempo, probabilmente attorno al X secolo a.C. e successivamente, tutto il mondo -conosciuto, occidentale- fosse diviso in tre regni: Israele, Etiopia, e Romé (corrispondente poi a Costantinopoli [Bisanzio, Istanbul]), cui Re erano tre figli di Salomone, della stirpe di Shem.

## Cronaca recente
È da notare che in data 11 maggio 2008 sono state scoperte nei pressi di Axum (o Aksum) in Etiopia le rovine dell'antico palazzo regale risalente al X secolo a.C. e probabilmente appartenente alla leggendaria Regina di Saba. Interessante seguire le future ricerche archeologiche sulle tracce dell'Arca dell'Alleanza.

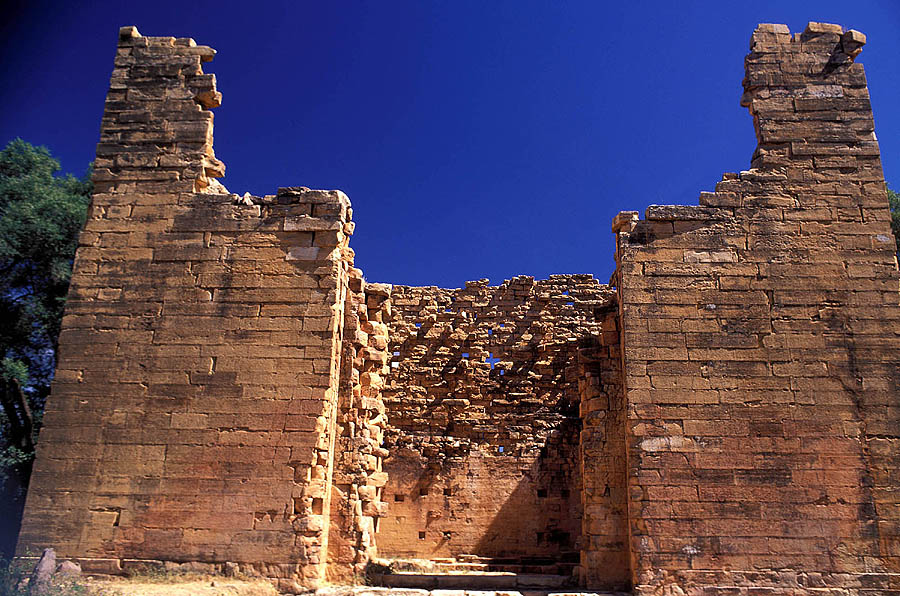
Rovine del tempio a Yeha, Tigrè VIII secolo a.C.

L'antico testamento fa riferimenti alla Regina di Saba ed al suo viaggio per conoscere Salomone (1 Re 10,4), ed anche il vangelo di Matteo (12,42): «Ecco ora qui c'è più di Giona! La regina del Sud si leverà a giudicare questa generazione e la condannerà, perché essa venne dall'estremità della terra per ascoltare la sapienza di Salomone. Ecco ora qui c'è più di Salomone!».

## Note

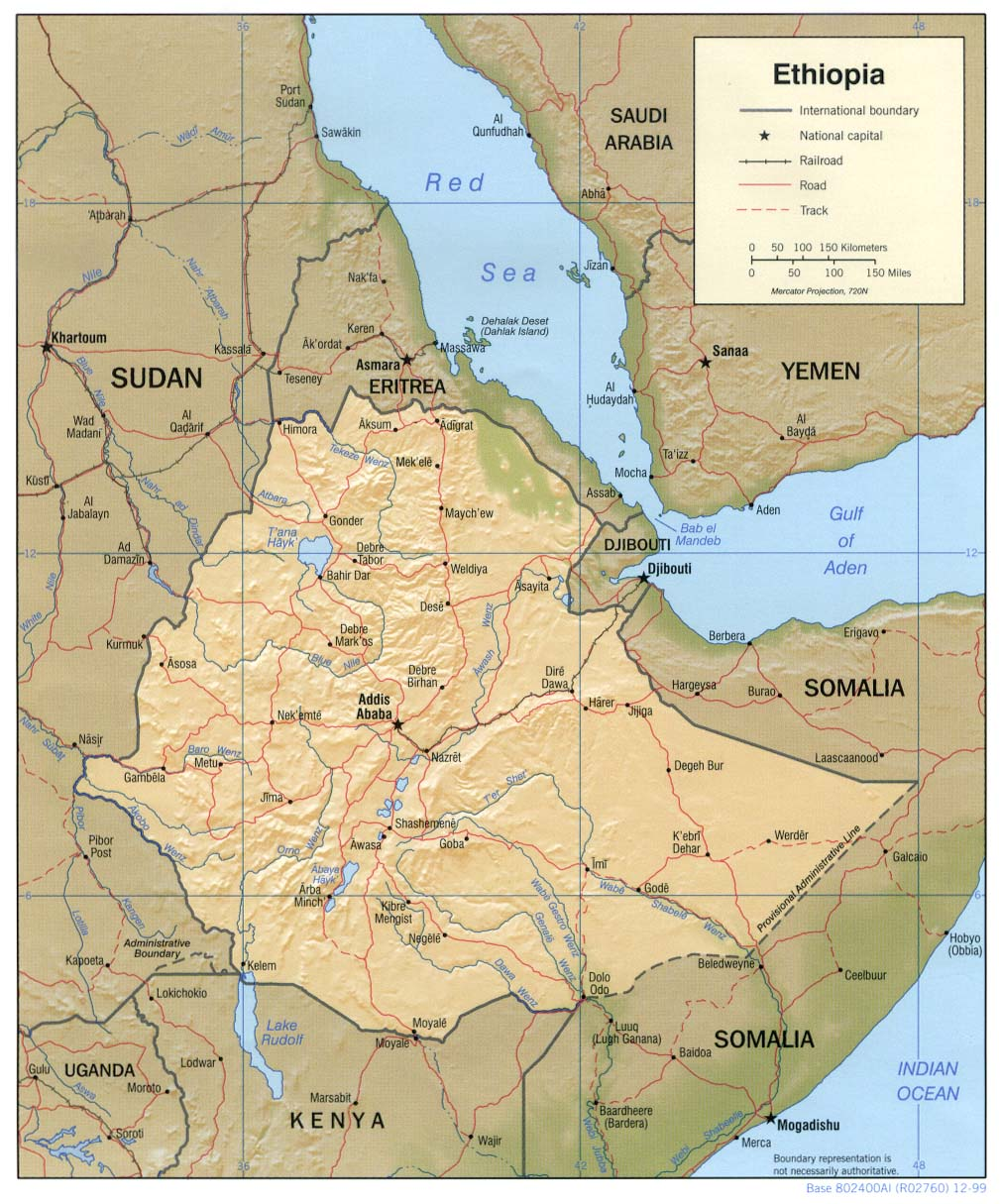
Mappa dell'Etiopia.